# Karen Polidano
Karen Polidano Zahra (Künstlername Karen Polidano; * 16. Mai 1979 in Toronto, Kanada) ist eine kanadisch-maltesische Sängerin.

## Leben
Aufgewachsen in Toronto, ließen ihre maltesischstämmigen Eltern sie bereits als Kind einmal pro Woche ein Programm für maltesisches Kulturerbe in Kanada besuchen. Im Alter von acht Jahren machte sie ihre ersten musikalischen Erfahrungen, trat dem Schulchor bei und wurde bald Solistin. Mit 14 Jahren besuchte sie die Cardinal Carter Academy for the Arts, um ihre Gesangsfähigkeiten zu erweitern. In den folgenden Jahren spielte sie in diversen Musicals wie Guys & Dolls, Anything Goes, Der König und Ich, Diana: Königin der Herzen, Little Shop of Horror und die Pantomime Tarzan: Bored of the Jungle mit. Als sie 16 Jahre alt war, zog sie 1995 mit ihrer Familie nach Malta um, wo sie weiterhin in Musicals spielte. In Malta besuchte sie später die University of Malta.
1998 nahm sie zum ersten Mal am Malta Song for Europe, dem maltesischen Vorentscheid zum Eurovision Song Contest, teil. Drei Jahre später nahm sie erneut am Malta Song for Europe und außerdem am L-Għanja tal-Poplu 2001 mit dem Lied Waslu L-Aljeni (dt.: Die Anderen sind angekommen), komponiert von Mark Spiteri Lucas, geschrieben von Felicienne Fenech Caruana und arrangiert von Joe Brown, teil. Ein Jahr später nahm sie wieder am Malta Song for Europe teil und erreichte dieses Mal den 2. Platz. Im selben Jahr nahm sie auch am Konkors Kanzunetta Indipendenza mit dem Lied L-Imgħoddi Mill-Ġdid (dt.: Neu aus der Vergangenheit), komponiert von René Mamo und geschrieben von Joe Julian Farrugia, teil. Im darauffolgenden Jahr veröffentlichte sie ihre  Single Join the Party, komponiert von Ivan Scicluna und Colin Zammit Lupi und geschrieben ebenfalls von Colin Zammit Lupi.
Ferner nahm sie wieder am Malta Song for Europe teil und konnte sich dort, wie in den Vorjahren, für das Finale qualifizieren. 2004 gelang es ihr jedoch nicht und sie schied im Halbfinale des Malta Song for Europe aus. 2005 versuchte sie es erneut und konnte sich für das Finale qualifizieren.
Polidano ist verheiratet und hat ein Kind. Sie ist als Gesangslehrerin tätig.

## Singles
- Searching the Seas (1998)
- Nothing I Can Do (2001)
- Waslu L-Aljeni (2001)
- When Comes My Lover (2002)
- L-Imgħoddi Mill-Ġdid (2002)
- One Touch (2003)
- Join the Party (2003)
- Listen (2004)
- Holding Me Down (2005)

## Teilnahmen am Malta Song for Europe
| Jahr | Lied Musik (M) und Text (T)                              | Ungefähre Bedeutung im Deutschen | Punkte | Platzierung |
| ---- | -------------------------------------------------------- | -------------------------------- | ------ | ----------- |
| 1998 | Searching the Seas M: Konrad Pule; L: J. P. Casaletto    | Die Seen suchend                 | 63     | 14.         |
| 2001 | Nothing I Can Do M: René Mamao; L: Joe Julian Farrugia   | Nichts das ich tun kann          | 46     | 13.         |
| 2002 | When Comes My Lover M: John David Zammit; L: Ray Mahoney | Wann kommt mein Liebhaber        | 103    | 2.          |
| 2003 | One Touch M: Philip Vella; L: Joe Chircop                | Eine Berührung                   | 69     | 12./13.     |
| 2004 | Listen M: Paul Abela; L: Joe Chircop                     | Höre zu                          | NQ     | NQ          |
| 2005 | Holding Me Down M: Konrad Pule; L: J. P. Casaletto       | Mich festhaltend                 | 714    | 18.         |